# A Esmorga (película de 2014)

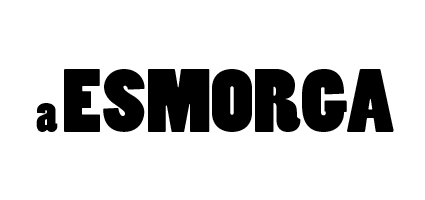
Logotipo de A Esmorga

A Esmorga es un largometraje español dirigido por Ignacio Vilar, adaptación de la novela homónima de Eduardo Blanco Amor, y protagonizado por Miguel de Lira como Cibrán, Karra Elejalde como Bocas y Antonio Durán "Morris" como Milhomes. La historia está ambientada en la ciudad de Orense, lugar donde se rodó y donde transcurre la noche de fiesta de los tres personajes principales. 
El 15 de noviembre de 2014, A Esmorga se proyectó en la inauguración de la XIX Edición del Festival de Cine de Orense y se estrenó en los cines de toda Galicia el 21 de noviembre del mismo año. Gracias al éxito cosechado en los cines gallegos, el film se estrenó en España (en gallego con subtítulos y doblada al castellano) el 8 de mayo de 2015.

## Argumento
Cibrán (Miguel de Lira) es un obrero que se junta con la Raxada (Melania Cruz), una ex-prostituta y madre soltera. Una mañana, de camino al trabajo, es abordado por dos amigos borrachos, Bocas (Karra Elejalde) y el atormentado Milhomes (Antonio Durán "Morris"). Cibrán se junta a ellos en su deambular incierto por la zona, dejando tras de sí un sendero de destrucción.
Hacen un alto en la taberna de la tía Esquilacha (Covadonga Berdiñas), acceden a la vivienda de un cacique local llegado hace poco de Francia donde Bocas se enamora de la misteriosa dueña de la fiesta; llegan a un pazo al que Cibrán, ya borracho, prende fuego sin querer; los echan de un burdel; galantean a una loca pueril, Socorrito (Sabela Arán), que cada mañana saca a pasear un muñeco en un cochecito de bebé. Entretanto, Bocas es sospechoso de haber matado a un hombre durante una reyerta en una taberna, y además la homosexualidad reprimida de Milhomes no deja de fastidiar al Bocas de una manera que ninguno de los dos hombres son quien para comprender. Bocas y Milhomes emprendieron una especie de misión suicida al abeiro de la borrachera a la cual el miserable Cibrán se sumó sin saberlo. El alcohol es para Cibrán el refugio de lo que él denomina “el pensamiento”, una terrible lucidez que le hace ser consciente de su sórdida existencia.

## Reparto
- Miguel de Lira como Cibrán
- Karra Elejalde cómo Bocas
- Antonio Durán "Morris" como Milhomes
- Alfonso Agra como Pego
- Sabela Arán como Socorrito
- Melania Cruz como Raxada
- Lois Soaxe como Acacio
- Santi Ruego como Cabito
- Pepo Suevos cómo Barrigas
- Covadonga Berdiñas como Tía Esquilacha
- Mela Casal como Nonó
- Mónica García como Costilleta
- Amelia Guede como Amelia
- Elena Seijo como Cupatrás
- Fina Calleja como Piolla
- Ledicia Sola cómo Viguesa
- Patxi Bisquert cómo Señor de Andrade
- Monti Castiñeiras como Cabaleiro
- Yago López como Lisardiño

## Recepción
En Galicia tuvo un estreno limitado en solo 26 salas, con 18 copias distribuidas, y su acogida entre el público fue mayor de la esperada, por lo que está considerado uno de los filmes revelación del 2014. Desde su estreno el 21 de noviembre hasta finales del año 2014, el film fue visto por más de 37 500 espectadores gallegos. En vista de su buen resultado de recaudación, ya que fue el mejor estreno de todo el año en España entre los filmes con menos de 100 copias, y con la quinta mejor media (3 408 euros) del año en España, solo por detrás de Ocho apellidos vascos, La isla mínima, Torrente 5 y El Niño, se estrenó en cines de España en primavera de 2015.

## Galardones y nombramientos

### Premios Goya
Ignacio Vilar y Carlos Asorey fueron nombrados en la categoría de mejor guion adaptado en la XXIX edición de los Premios Goya.
| Año  | Categoría            | Receptor                    | Resultado |
| ---- | -------------------- | --------------------------- | --------- |
| 2015 | Mejor guion adaptado | Carlos Asorey Ignacio Vilar | Nombrado  |

### Premios Mestre Mateo
En los Premios Mestre Mateo de 2014, A Esmorga obtuvo 16 nombramientos en 13 categorías, consiguiendo 6 premios, entre ellos mejor actor para Antonio Durán "Morris" en el papel de Milhomes, mejor fotografía y música original.
| Año  | Categoría                     | Receptor                      | Resultado |
| ---- | ----------------------------- | ----------------------------- | --------- |
| 2014 | Mejor film                    | Ignacio Vilar                 | Nombrado  |
| 2014 | Mejor director                | Ignacio Vilar                 | Nombrado  |
| 2014 | Mejor actor                   | Antonio Durán "Morris"        | Ganador   |
| 2014 | Mejor actor                   | Miguel de Lira                | Nombrado  |
| 2014 | Mejor actor                   | Karra Elejalde                | Nombrado  |
| 2014 | Mejor actriz secundaria       | Mela Casal                    | Nominada  |
| 2014 | Mejor actriz secundaria       | Sabela Arán                   | Nominada  |
| 2014 | Mejor guion                   | Ignacio Vilar y Carlos Asorey | Nombrados |
| 2014 | Mejor dirección de producción | Eva Rivas                     | Nominada  |
| 2014 | Mejor dirección artística     | Ángel Amaro                   | Ganador   |
| 2014 | Mejor montaje                 | José Manuel G. Moyano         | Nombrado  |
| 2014 | Mejor música original         | Zeltia Montes                 | Ganadora  |
| 2014 | Mejor son                     | Xavier Souto                  | Nombrado  |
| 2014 | Mejor fotografía              | Diego Romero Suárez Llanos    | Ganador   |
| 2014 | Mejor maquillaje y peinado    | Susana Veira                  | Ganadora  |
| 2014 | Mejor diseño de vestuario     | Mar Fraga                     | Ganadora  |

### Festival de Toulouse
En la 20.ª edición del "Festival du Film Espagnol de Toulouse" celebrado en octubre de 2015, el film ganó los premios de mejor director para Ignacio Vilar, el premio al mejor actor ex-aquo para Antonio Durán “Morris”, Karra Elejalde y Miguel de Lira, y el premio a la mejor fotografía.